# Weltrundfunksender

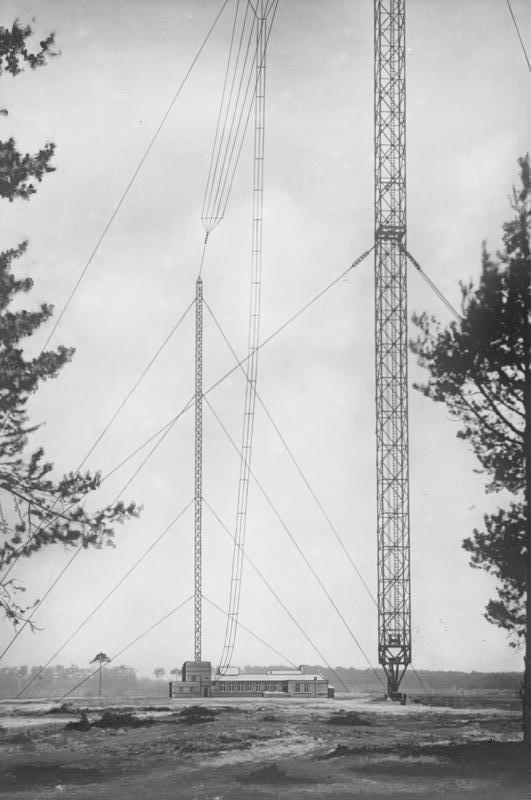
T-Antenne des Senders (April 1931)

Der Weltrundfunksender war der erste staatliche Kurzwellensender in Deutschland und damit ein Vorläufer des nationalsozialistischen Deutschen Kurzwellensenders sowie der westdeutschen Deutschen Welle und des ostdeutschen Deutschlandsenders. Der Weltrundfunksender strahlte sein Programm vom 26. August 1929 bis 31. März 1933 aus Zeesen bei Königs Wusterhausen auf der Frequenz 9560 kHz (Wellenlänge 31,38 m) aus und erreichte fast alle Teile der Welt.

## Technische Vorgeschichte
In den Anfängen des Rundfunks, also in den Jahren nach 1923, wurde nur auf den Frequenzen der Mittel- und Langwelle gesendet. Für die innerdeutsche Ausstrahlung  waren diese geeigneter als die Kurzwelle, die in einem Umkreis bis etwa 1000 km schlecht zu empfangen ist, weiter entfernt jedoch immer besser. In den großflächigen Territorien der USA war deshalb das Interesse an Kurzwellenstationen größer als im kleinräumigeren Europa.
Im Jahre 1927 tauchten in der Telefunken-Zeitung sowie den Zeitschriften Telegraphen- und Fernsprechtechnik, Telegraphenpraxis, Deutsche Verkehrszeitung und den Blättern von Radiobastlern und Funkamateuren Meldungen auf, die  Reichspost,  die für das Funkwesen zuständig war, experimentiere mit der Idee eines Kurzwellensenders.
1928 wurde das konkret: Sie  erteilte dem führenden deutschen Rundfunkelektronikunternehmen Telefunken den Auftrag. (Telefunken hatte bereits solche Sender im Ausland aufgebaut, unter anderem 1927 in Buenos Aires); dieser Sender diente primär als „Standleitung“ für den Austausch von Programmen zwischen Deutschland und Argentinien und funktionierte gut.
Telefunken experimentierte ab 1926 auf dem Funkerberg in Königs Wusterhausen mit einem einstufigen Kurzwellensender. 1927 war erstmals die Reichspost bei Versuchssendungen mit einem siebenstufigen Sender in Döberitz dabei.
Im Sommer 1929 registrierte die ausländische Presse die Aktivitäten; die englische Wireless World mutmaßte „31, 38 oder 25 m Wellenlänge“ – und lag damit nicht falsch.
Auf der Großen Deutschen Funkausstellung 1929 stellte Telefunken die Technik des ersten deutschen Kurzwellensenders vor: Kristallsteuerung in sieben Stufen, eine für die Leistungssteigerung optimierte Anordnung der Senderöhren. Die Messe zeigte auch erstmals in Deutschland kurzwellentaugliche Empfangsgeräte.

## Geschichte des Weltfunksenders

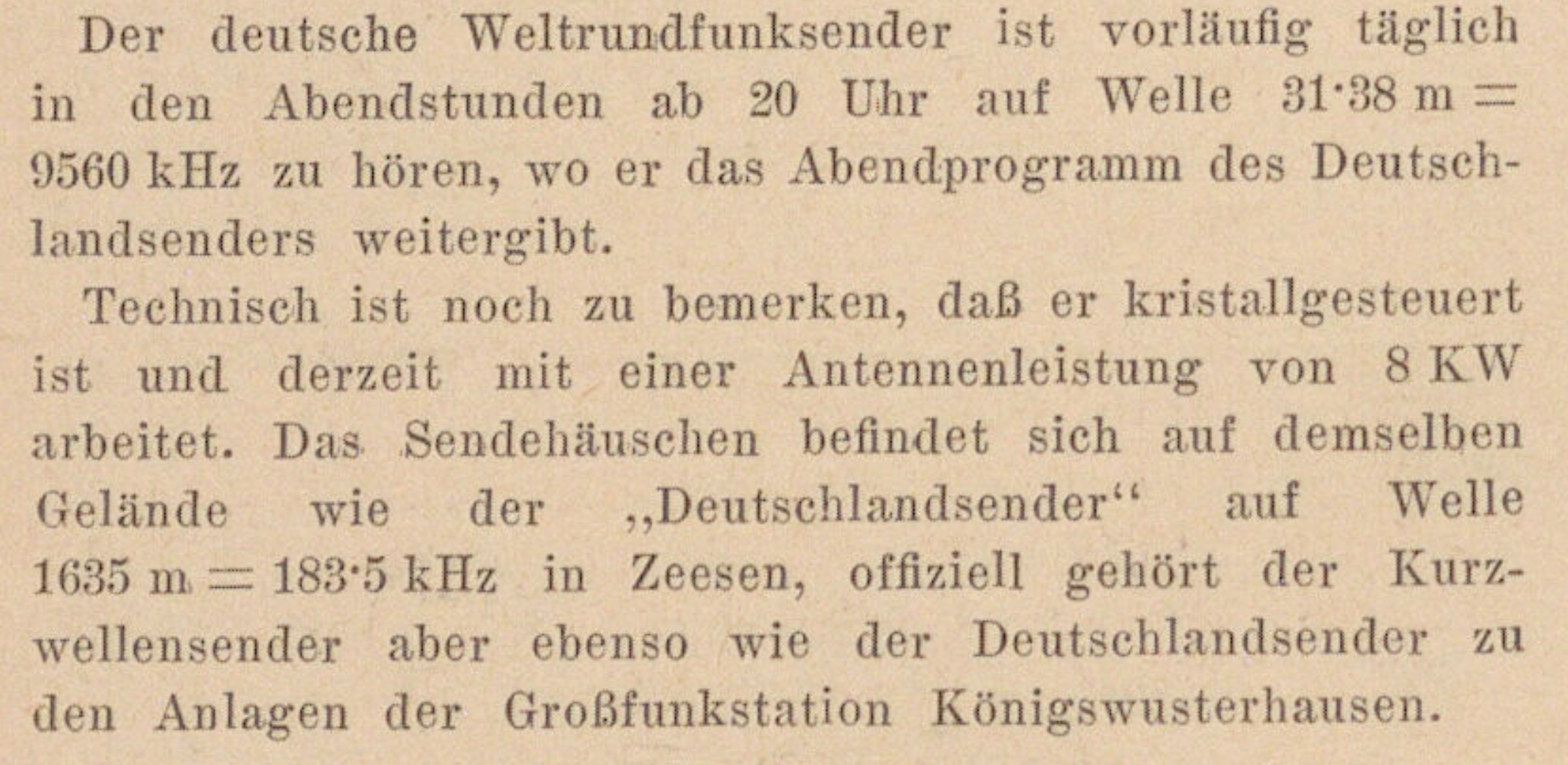
Funkmagazin, Oktober 1929

### Start 1929
Am Montag, dem 26. August 1929, ging der „Weltrundfunksender“ in Zeesen über Kurzwelle 9560 kHz (31,38 m) und mit einer  Leistung von 8 kW auf Sendung.
Die erste Ausstrahlung war  eine Operette  Die Feldprediger von Carl Millöcker mit Bruno Seidler-Winkler um 20 Uhr als Übernahme vom Sender Königs Wusterhausen. Danach folgten Nachrichten und Tanzmusik mit Egon Kaiser in einer Übernahme der Funk-Stunde Berlin. Um 0.30 Uhr war der erste Sendeschluss.
Auf den neuen Sender gab es innerhalb Deutschlands zunächst kaum  Resonanz. Vor Ort nahmen sie nur die Ingenieure und die Programmmacher des Deutschlandsenders wahr. Selbst der „Vater des Rundfunks“ Hans Bredow nahm davon kaum Notiz.

### Regulärer Sendebetrieb
Wenige Wochen danach begann das Programm dann regelmäßig täglich um 14 Uhr, zunächst mit einer ausführlichen Programmvorschau. Dieser verhältnismäßig späte Tageszeitpunkt wurde wegen der Zeitverschiebung, besonders zu den USA gewählt, da dort viele Deutsche lebten. Ab November war der Sendeschluss um 1.30 Uhr.
In den internationalen Kurzwellen-Programmtafeln wurde der Weltrundfunksender als Sender Zeesen oder auch als auch als „Königs Wusterhausen“ bezeichnet.
Die Sendungen wurden besonders von Deutschen im Ausland gehört.
So schrieb ein ehemaliger Leipziger aus Utica nördlich von New York Weihnachten 1929: „Zum Anfang kam [die Musik] mit etwas Störung und was ich verzerrt nenne, herein. Wir hatten gerade ziemlich heftigen Schneefall.“ Und ein anderer aus Leadville, Colorado: „Die Musik war wunderbar klar und sehr laut. Zeit ¾ 11 bis ¼ 12 Uhr, Temperatur 7 °C Kälte.“ Von 1931 ist der Brief eines Hörers aus Peru erhalten, der dort neben einer Erhöhung der Sendeleistung eine Änderung der Frequenz anregte, „da Deutschland mit 31,38, Holland 31,4, Denver 31,48 und Shenectady auf 31,48 und noch neuerdings Pittsburgh auf 31,34 m oder weniger arbeitet.“
Neben dem regulären Sendebetrieb liefen über den Sendeturm des Weltrundfunksenders auch Originaltöne für befreundete Auslandssender. Weihnachten 1929 war die Sendequalität technisch so gut, dass 21 Stationen des amerikanischen Sendernetzwerks NBC eine deutsch-amerikanische Musiksendung übernahmen; im Gegenzug überspielten amerikanische Kurzwellensender ein Programm, das dann lokal in Deutschland über den Deutschlandsender zu empfangen war. Im August 1931 übernahmen zahlreiche Sender weltweit die Wagner-Oper Tristan und Isolde direkt aus dem Bayreuther Festspielhaus.

### Weitere Entwicklung
Am 1. Mai 1930 startete der Sender Zeesen Deutsch-Sprachkurse in Form von übersetzten Volksliedern und verlesenen Tagebuchnotizen.
Bald konnten auch einzelne Sendungen aus den verschiedenen deutschen Sendern aus Berlin, Frankfurt, Hamburg oder Breslau übernommen und weltweit ausgestrahlt werden. Die Empfangsqualität im  Ausland war auf dem Niveau der Kurzwellen aus Großbritannien und den Niederlanden.
Ende 1931 und 1932 wurde die Technik aufgestockt: Es kamen zwei neue Rundstrahler für die Wellen 31,38 und 19,73 m und drei Richtstrahlantennen für Nordamerika hinzu, letztere vor allem zum Zweck des immer wichtigeren Programmaustauschs. Start des internationalen Programmaustauschs war der 25. Dezember 1929. 1932 entstand ein zweiter, etwas schwächerer Kurzwellensender, gebaut von der Firma C. Lorenz aus Berlin.
Inzwischen nutzte die Reichs-Rundfunk-Gesellschaft den Weltrundfunksender in ihren Verhandlungen mit Sendern weltweit. Dadurch kam es zum Beispiel 1932 zur Verbreitung der renommierten Wissenschaftssendung „Die Deutsche Stunde“, alle zwei Wochen, über die ganze USA (via NBC). Hier sprachen deutsche Forscher in englischer Sprache, als erster der Direktor der Hochschule für Politik in Berlin Ernst Jäckh, dann der Leiter der Berliner Charité Ferdinand Sauerbruch, der Chemie-Nobelpreisträger Friedrich Bergius, die Großindustriellen Carl Friedrich von Siemens, Fritz Thyssen, Reichskanzler Heinrich Brüning und viele andere.

### Ab 1933
Am 1. April 1933 übernahmen die Nationalsozialisten die Senderstruktur, änderten den Namen in „Deutscher Kurzwellensender“ (ab 1943 Die Deutschen Überseesender) um, und das Reichspropagandaministerium unter Joseph Goebbels nutzte die Kurzwelle zur Auslandspropaganda.

## Programme vom 2. bis 4. April 1931
Als Beispiel wird das Programm für das Osterwochenende 1931 angegeben. Es wurde aus einer niederländischen Rundfunkzeitschrift übernommen und übersetzt. Die Programmstruktur war montags bis sonnabends bis 16.50 (4.50) gleich, danach sehr ähnlich (Ausnahme Karfreitag). Die Sendungen waren in deutscher Sprache.
Donnerstag, 2. April 1931
- 5.40 Zeitzeichen und Wetterbericht
- 6.15 Wetterbericht
- 6.20 Gymnastik mit A. Holz
- 9.55 Nachrichten
- 11.20—12.15 Grammophonplatten.  In der Pause: Wetterbericht.
- 12.15 Zeitzeichen
- 12.50 Nachrichten.
- 1.20—2.40 Grammophonplatten
- 2.20—2.50 Kindersendung
- 2.50—3.05 Wetter- und landwirtschaftlicher Bericht
- 3.05—3.40 Sendung für die Frau. Dorothea Hofer-Dernburg: „Babys Welt als Wille und Vorstellung“
- 3.20—3.45 Pädagogischer Vortrag Hans Potter: „Einrichtung und Arbeit einer grenzmärkischen Kreislichtbildstelle“.
- 3.50 „Das musikalische Opfer“, von Joh. Seb.  Bach
- 5.05—5.20 W. J.  Sommerfeldt: „Genie und Sport“
- 5.20—5.45 Dr. Dorothea Klein: „SinnbiIder der Passion (I): Kreuz und Kruzifix“.
- 5.50—6.15 Prof. Dr. Wolfgang Köhler: „Hochschulfunk. Grundfragen der modernen Psychologie (VI)“
- 6.20–6.45 Englisch für Fortgeschrittene von  Lektor Mann en Ernst Wilhelmy.
- 6.45—6.55 Dr. Rolf Müller: „Die totale Mondfinsternis am 2. IV“.
- 6.55—7.15 Joh. Böttner „Stunde des Landwirts. Welche Masznahmen kann der Gemüsebauer zur Verringerung des Risikos in seinem Betrieb durchführen“.
- 7.15  Wetterbericht
- 7.20 Sendung aus Breslau.
- 9.40 Berichte. Sendung aus  Breslau.
- 9.50 „Parsifal“, von  R. Wagner. 3. Akt.

Freitag, 3. April, Karfreitag
- 8.20 Morgenandacht. Glockenspiel von der Potsdamer Garnisonkirche. Danach: Glockenspiel vom Berliner Dom.

- 9.25 Berichte
- 10.20. Choralvorspiele
  - 1. O Mensch bewein’ dein’ Sünde grosz. J. S. Bach.
  - 2. Herzlich tut  mir verlangen, J. S. Bach.
  - 3. Jesu Leiden, Tod und Pein; op. 67 nr. 19, Max Reger.
  - 4. O Lamm Gottes unschuldig, op. 21,. nr. 11, W. Drwenski.
  - 5. Schmücke dich 0 liebe Seele, Op. 122, nr. 5, Brahms.
  - 6. Christe du Lamm Gottes, op. 21, nr. 13, W. Drwenski. Gespielt von  Walter Drwenski.
- 10.50  Dr. Günther: „SpieIe von Leiden  und Sieg. — 7oo Jahre Osterspiel“.
- 11.20 Concert durch das Bach-Orchester unter der Leitung von  Dr. W. Herberr. Cembalo: Dr. E. Kruttge.
  - 1. Brandenburgisches Konzert  nr. 3, G-Dur, Bach.
  - 2. Concerto grosso, d-moll, Vivaldi.
  - 3. Orchestertrio  G-Dur, Pergolesi.
  - 4. Concerto grosso, f-moll, Locatelli.
  - 5. Symphonie D-Dur, Stamitz.
  - 6. Kossation nr. 2, Mozart
  - 7. Symphonie D-Dur, Dittersdorf

- 1.20 Jugendsendung . Margaretha Jold: „Legenden“.
- 1.50 Passionsdichtungen. Sprecher  Irmela von Dulong. Gerd Fricke.
- 2.20 Konzert. Fragmente aus Mission (Grammophonplatten)

- 3.00 Otto Buchmann: „Redaktionskollege Löns“
- 3.20–3.45 Prof: Hans-Philipp Weitz : „Der ewige Mensch“.
- 4;20 „Jedermann“. Das Spiel vom Sterben des reichen Mannes. Neu bearbeitet von Hugo von Hofmannsthal
- 5.20–6.00 Walter Boenigk: „Tagebuchblätter einer Westfrontfahrt (II)“
- 6.00–6.25 Dr. Alfred Mohrhenn: Albrecht Schaeffers „Parzifal“
- 6.25–6.50 Pfarrer B. Marquardt: „Okkultismus und religiöse Erfahrung“
- 6.55 Sendung aus Frankfurt
- 7.50 Sendung aus Frankfurt
- 8.20 Sendung aus Frankfurt. Kammermusik mit dem Amar-Quartett

Sonnabend, 4. April
- 5.40 Zeitzeichen und Wetterbericht
- 6.15 Wetterbericht
- 6.20 Gymnastik mit A. Holz
- 9.55 Nachrichten
- 11.20—12.15 Grammophonplatten  In der Pause: Wetterbericht
- 12.15 Zeitzeichen
- 12.50 Nachrichten.
- 1.00–2.20 Grammophonplatten
- 2.20—2.50 Kindersendung
- 2.50—3.05 Wetter- und landwirtschaftlicher Bericht
- 3.05–3.40 Sendung für die Frau  Meta Brix: „0stergebrauche-0stergeschenke“.
- 3.20—3.45 Pädagogischer Vortrag  Dr Ludwig Baum: Neue Wege in der katholischen Internatserziehung
- 3.50—4.50 Nachmittagskonzert aus Hamburg
- 4.20—5.00 Übertragung der zweiten Halbzeit des Hockeyländerspiels Deutschland - England aus Hamburg-Hummelsbüttel
- 5.00—5.25 Dr. med. Wilhelm Goetsch, Breslau: Ratschläge für die Gesundheit.  „Über den Wert der Fichtenextraktbäder“.
- 5.25—5.50 Französisch für Fortgeschrittene mit  Lektor Claude Grander, Gertrud van Eyseren
- 5.50—6.15 Wilhelm Hack: Reiseeindrücke aus Russland
- 6.20—6.45 Dr. Dorothea Klein: „SinnbiIder der Passion (II): Das Schweisstuch der Veronika und Pieta“,
- 6.50—7.15 „Stille Stunde“. „Der neue Morgen“.
- 7.15  Wetterbericht
- 7.20 Konzert 
  - 1. Suite „Le Roi s’amuse“, Delibes.
  - 2. Poeme d’amour, Strauss.
  - 3. Nordische Melodien für Streichorchester Grieg.
  - 4. a. Prelude en Allegro, Pugnani-Kreisler. b. Tambourin chinois, Kreisler.  Ibolyka Zilzer (Viola)  Flügel Julius Burger.
  - 5. Aus aller Herren Länder, Moszkowski.
  - 6. Schäferspiel aus  „Pique Dame“, Tschaikowsky.
  - 7. Ballnachtwalzer , O. Strauss.
  - Danach liest  Henriette Hardenberg eigene Gedichte .
  - 8. Holberg-Suite, Grieg.
  - 9. Wo die Zitronen bluehn, Strauss.
  - Notstandsorchester des Arbeitshaus (?) Berlin-Mitte . Dirigent Eugen . Sonntag.
- 9.20 Berichte.
- 9.50 Symphonie No. 2, C-molI, Gustav Mahler. Dirigent: Oskar Fried.